# Romuald Knasiecki
Romuald Knasiecki (né le 30 octobre 1952 à Poznań) est un skipper polonais, pilote de char à glace, de catégorie Classe DN et constructeur de bateaux. Il est champion du monde de char à glace en 1976.

## Palmarès en char à voile

### Championnats du monde
- Médaille d'or en 1976 à Stora Värtan  Suède